# Daphne Guinness

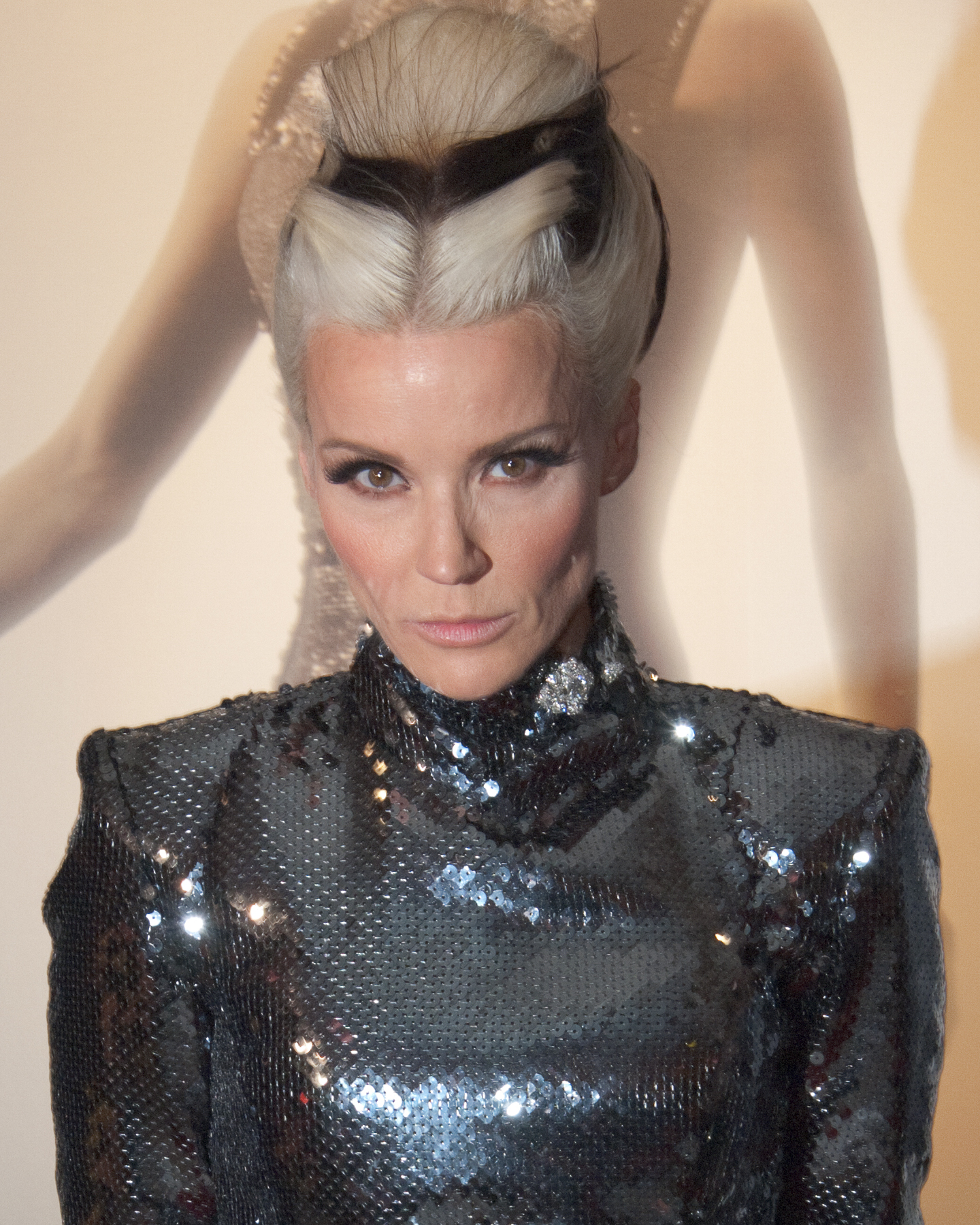
Daphne Guinness, 2011

Daphne Diana Joan Susanna Guinness (* 9. November 1967 in London) ist eine britische Erbin, Modemuse, Designerin, Sängerin und Produzentin. Sie gehört zur bekannten Guinness-Familie und ist eine prominente Figur der internationalen Mode- und Kunstszene.

## Leben
Daphne Guinness wurde als Tochter von Jonathan Guinness, 3. Baron Moyne, und Suzanne Lisney geboren. Sie wuchs in England, Irland und Spanien auf und stammt aus der bekannten Guinness-Dynastie, die ihr Vermögen durch die Guinness-Brauerei machte. Ihre Familie ist eng mit dem britischen Hochadel sowie mit der Welt des Glamours und der Kunst verknüpft. Der irische Denkmalpfleger Desmond Guinness ist ihr Onkel.

## Karriere
Daphne Guinness wurde vor allem durch ihren einzigartigen Stil und ihre enge Verbindung zur Haute Couture bekannt. Sie war Muse und Freundin zahlreicher Designer, darunter Alexander McQueen und Karl Lagerfeld. Ihre Vorliebe für extravagante Kleidung, hohe Plateauschuhe und avantgardistische Looks machte sie zu einer der auffälligsten Persönlichkeiten der internationalen Modewelt.
Neben ihrer Präsenz in der Mode war sie als Produzentin tätig, unter anderem beim Kurzfilm The Capsual von Joseph Lally. Sie arbeitete mit Künstlern wie Nick Knight und David LaChapelle zusammen.
Seit den 2010er Jahren ist sie auch musikalisch aktiv. 2016 veröffentlichte sie ihr erstes Musikalbum Optimist in Black, produziert von Tony Visconti.

## Stil und Einfluss
Guinness gilt als Stilikone der frühen 2000er- und 2010er-Jahre. Ihre Outfits kombinieren viktorianische, futuristische und Gothic-Elemente. Sie ist bekannt für ihre charakteristische zweifarbige Haarpracht (schwarz und platinblond) und ihre auffälligen Schuhe.
Sie nutzte Mode als Ausdruck ihrer Persönlichkeit und als Plattform zur Kunstförderung. Ihre Garderobe wurde 2011 im Museum at the Fashion Institute of Technology in New York ausgestellt.

## Privates
Daphne Guinness war mit Spyros Niarchos, einem Sohn des griechischen Reederei-Magnaten Stavros Niarchos, verheiratet. Aus dieser Ehe gingen drei Kinder hervor.